# Dávid Betlehem
Dávid Betlehem, född 4 september 2003 i Szombathely, är en ungersk simmare som främst tävlar i öppet vatten-simning.

## Karriär
I maj 2021 vid EM i Budapest tog Betlehem brons med Ungern i lagtävlingen i öppet vatten-simning. I juni 2022 vid VM i Budapest tog han silver i lagtävlingen i öppet vatten-simning efter ett lopp av det ungerska laget på 1 timme 4 minuter och 43 sekunder.